# Таміка пустельна
Та́міка пустельна (Cisticola aridulus) — вид горобцеподібних птахів родини тамікових (Cisticolidae). Мешкає в Південній і Східній Африці, а також в регіоні Сахелю.

## Підвиди
Виділяють дев'ять підвидів:
- C. a. aridulus Witherby, 1900 — від південної Мавританії і Сенегалу до Судану;
- C. a. lavendulae Ogilvie-Grant & Reid, 1901 — Еритрея, Ефіопія, північний захід Сомалі і північна Кенія;
- C. a. tanganyika Lynes, 1930 — від центральної Кенії до північної Танзанії;
- C. a. lobito Lynes, 1930 — західна Ангола;
- C. a. perplexus White, CMN, 1947 — північна Замбія;
- C. a. kalahari Ogilvie-Grant, 1910 — від центральної Намібії і південної Ботсвани до півночі ПАР;
- C. a. traylori Benson & Irwin, 1966 — східна Ангола і західна Замбія;
- C. a. caliginus Clancey, 1955 — південний Мозамбік і схід ПАР;
- C. a. eremicus Clancey, 1984 — від південної Анголи і північної Намібії до Зімбабве.

## Поширення і екологія
Пустельні таміки живуть в сухих саванах, на пасовищах і на полях.